# 新保友映のオールナイトニッポンGOLD
新保友映のオールナイトニッポンGOLD（しんぼともえのオールナイトニッポンゴールド）は、2010年1月1日から2011年3月25日まで毎週金曜の22:00-23:30(JST)にニッポン放送で放送されていたラジオワイド番組である。「オールナイトニッポンGOLD」シリーズの一つ。
その後も不定期放送でオンエアされることもある。

## 概要
ニッポン放送のアナウンサー新保友映がDJを務めるオールナイトニッポンGOLD。
「大人の音楽番組」を目指し主な聴取者層を中、高齢者層に人気のあるフォークソング、ニューミュージックを中心にリクエストを募り、ゲストもフォーク、ニューミュージックの人を呼ぶ。

## 主なコーナー
- 青春の五線紙

あるテーマに沿った曲を3曲ほど紹介する。テーマ曲は竹内まりやの「五線紙」。
- 小さな恋のメロディ

リスナーの10代のころの恋愛話と思い出の曲を紹介する。テーマ曲はビージーズの「メロディ・フェア」。
- オールナイトニッポンGOLD RECOMMEND

「オールナイトニッポン」の歴代パーソナリティの曲を紹介する。
- ロングorダーク

他の番組で敬遠される長い歌や暗い歌をフルコーラスで流す。
- 友映のおやすみなさい

新保にいろいろアレンジした「おやすみなさい」を言ってもらう。

## 不定期特番として
- 2012年12月24日22:00-23:50 - 殆どのネット局では『大竹しのぶのオールナイトニッポンGOLD ラジオ・チャリティー・ミュージックソンスペシャル』を放送したが、茨城放送・ABCラジオ・山口放送の3局では裏送りで放送された。
- 2013年2月22日22:00-23:50 - ニッポン放送では『笑福亭鶴光&オードリーのオールナイトニッポン 45時間スペシャル』を放送のため、ネット局では『オールナイトニッポンGOLD オールナイトニッポン45周年特別企画』に変わって裏送りにて放送された。